# Mazda RX-87
La Mazda RX-87 est un concept-car du constructeur automobile japonais Mazda, présenté au salon de Tokyo en 1967,.